# Котюжинцы
Котюжинцы (укр. Котюжинці) — село на Украине, находится в Калиновском районе Винницкой области.
Код КОАТУУ — 0521683803. Население по переписи 2001 года составляет 675 человек. Почтовый индекс — 22447. Телефонный код — 4333.
Занимает площадь 3,44 км².
Адрес местного совета: 22447, Винницкая область, Калиновский р-н, с. Котюжинцы, ул. Школьная, 16а
В селе действует храм Рождества Пресвятой Богородицы Калиновского благочиния Винницкой епархии Украинской православной церкви.